# Spikkelvleugelmiersluiper
De spikkelvleugelmiersluiper (Microrhopias quixensis) is een zangvogel uit de familie Thamnophilidae (miervogels).

## Verspreiding en leefgebied
Deze soort komt voor van Mexico tot het in het Amazonegebied en telt tien ondersoorten:
- M. q. boucardi: van zuidoostelijk Mexico tot noordelijk Honduras.
- M. q. virgatus: van zuidoostelijk Honduras tot westelijk Panama.
- M. q. consobrina: van oostelijk Panama tot westelijk Colombia en westelijk Ecuador.
- M. q. quixensis: van zuidelijk Colombia tot oostelijk Ecuador en noordoostelijk Peru.
- M. q. intercedens: oostelijk-centraal Peru en zuidwestelijk amazonisch Brazilië.
- M. q. nigriventris: centraal Peru.
- M. q. albicauda: zuidoostelijk Peru en noordelijk Bolivia.
- M. q. microstictus: de Guyana's en noordoostelijk Brazilië.
- M. q. bicolor: zuidelijk-centraal Brazilië.
- M. q. emiliae: oostelijk-centraal Brazilië.

## Status
De grootte van de populatie is in 2022 geschat op 0,5-5 miljoen volwassen vogels. Op de Rode lijst van de IUCN heeft deze soort de status niet bedreigd.